# 결혼 조건
"결혼 조건"은 한국에서 제작된 강찬우 감독의 1959년 영화이다. 김동원 등이 주연으로 출연하였고 최일 등이 제작에 참여하였다.

## 출연

### 주연
- 김동원
- 도금봉
- 황정순
- 최무룡
- 조미령
- 전옥

### 조연
- 김정옥
- 남춘역
- 하연남

## 기타
- 원작자: 임희재
- 녹음: 이경순
- 미술: 이봉선